# 錢伯斯街-世界貿易中心／公園廣場／科特蘭街車站
錢伯斯街-世界貿易中心/公園廣場/科特蘭街車站（英語：Chambers Street – World Trade Center/Park Place/Cortlandt Street station）是美國紐約地鐵一個地下車站複合群，位於曼哈頓下城介乎錢伯斯街和維西街的教堂街，由IND第八大道線和IRT百老匯-第七大道線共用，設有以下列車服務：
- 2號線、A線、E線列車（任何時候停站）
- W線（僅平日停站）
- 3號線、C線、R線列車（任何時候停站（深夜除外））
- N線（僅深夜停站）

此站同時經世界貿易中心交通樞紐與紐新航港局過哈德遜河捷運連接，並將此站與鄰近的福爾頓轉運中心。
|  |  |  |  |  |  |  |

|  |  |  |  |  |  |  |

|  |  |  |  |  |  |  |

|  |  |  |  |  |  |  |

|  |  |  |  |  |  |  |

|  |  |  |  |  |  |  |  |

|  |  |  |  |  |  |  |  |  |  |

|  |  |  |  |  |  |  |

|  |  |  |  |  |  |  |

|  |  |  |  |  |  |  |  |  |

|  |  |  |  |  |  |  |

|  |  |  |  |  |  |  |  |  |

|  |  |  |  |  |  |  |  |  |

|  |  |  |  |  |  |  |

|  |  |  |  |  |  |  |

|  |  |  |  |  |  |  |

|  |  |  |  |  |  |  |

|  |  |  |  |  |  |  |

|  |  |  |  |  |  |  |  |

|  |  |  |  |  |  |  |  |  |  |

|  |  |  |  |  |  |  |

|  |  |  |  |  |  |  |

|  |  |  |  |  |  |  |  |  |

|  |  |  |  |  |  |  |

|  |  |  |  |  |  |  |  |  |

|  |  |  |  |  |  |  |  |  |

## 車站結構

### 錢伯斯街-世界貿易中心／公園廣場
| G  | 街道                  | 出入口 |                                                 |
| B1 | 夾層                  | 閘機、車站詢問處 Elevators for trains only, at: - southwest corner of Dey Street and Broadway - southwest corner of Church and Vesey Streets, inside the World Trade Center Transportation Hub - 教堂街及公園廣場東南角。註：升降機已停用 |                                                 |
| B2 | 北行                  | 往牙買加中心-帕森斯/射手（堅尼街） | 通道往 線，#BMT百老匯線月台及PATH在世貿交通樞紐 |
| B2 | 島式月台，左/右側開門 | | 通道往 線，#BMT百老匯線月台及PATH在世貿交通樞紐 |
| B2 | 北行                  | 往牙買加中心-帕森斯/射手（堅尼街） | 通道往 線，#BMT百老匯線月台及PATH在世貿交通樞紐 |
| B2 | 北行快速              | 往英伍德-207街（堅尼街） · 往168街（堅尼街） |                                                 |
| B2 | 島式月台，左側開門    | |                                                 |
| B2 | 南行快速              | 往勒弗茲林蔭路/遠洛克威-莫特大道/洛克威公園（福爾頓街） · 往尤克利德大道（福爾頓街） |                                                 |
| B3 | 北行                  | 往威克菲爾德-241街（錢伯斯街） · 往哈萊姆-148街（錢伯斯街） |                                                 |
| B3 | 島式月台，左側開門    | |                                                 |
| B3 | 南行                  | 往夫拉特布殊大道-布魯克林學院（福爾頓街） · 往新地段大道（福爾頓街） |                                                 |

### 科特蘭街
| G                 | 街道層                                                   | 維西街、西百老匯、格林尼治街、九一一紀念博物館                                                      |
| B1 上層大堂       | 側式月台，右側開門                                       | 側式月台，右側開門                                                                                  |
| B1 上層大堂       | 百老匯北行                                               | 往森林小丘-71大道（市政府） · 平日（ 深夜）往迪特馬斯林蔭路（市政府）                               |
| B1 上層大堂       | 百老匯南行                                               | 往灣脊區-95街（雷克托街） · 平日往白廳街-南碼頭（雷克托街） · 深夜往康尼島-斯提威爾大道（雷克托街） |
| B1 上層大堂       | 側式月台，右側開門                                       | |
| B1 上層大堂       | 露台                                                     | 西田世界貿易中心、升降機、扶手電梯及往下層大堂樓梯                                                  |
| B1 上層大堂       | 側式月台，右側開門                                       | |
| B1 上層大堂       | 第七大道北行                                             | 往范科特蘭公園-242街（錢伯斯街）                                                                    |
| B1 上層大堂       | 第七大道南行                                             | 往南碼頭（雷克托街）                                                                                |
| B1 上層大堂       | 側式月台，右側開門                                       | |
| B1 上層大堂       | 西大堂露台                                               | 商店，往布魯克菲爾德廣場                                                                            |
| B2 下層大堂       | 地鐵行人通道                                             | 線停靠錢伯斯街-世界貿易中心 線途經福爾頓轉運中心                                                    |
| B2 下層大堂       | 地鐵下通道                                               | MetroCard售票機、閘機及往百老匯線月台入口                                                           |
| B2 下層大堂       | 西田世界貿易中心                                         | 商店及攤擋                                                                                          |
| B2 下層大堂       | 地鐵下通道                                               | MetroCard售票機、閘機及往第七大道線月台入口                                                         |
| B3 夾層           | PATH收費區                                               | MetroCard/SmartLink售票機，往PATH月台                                                               |
| B3 夾層           | 西大堂                                                   | 商店，往布魯克菲爾德廣場                                                                            |
| B4 PATH月台       |                                                          | |
| 1號軌道           | 霍博肯－世界貿易中心線（僅繁忙時段）往霍博肯（交易廣場） | |
| 島式月台（A月台） |                                                          | |
| 2號軌道           | 霍博肯－世界貿易中心線往霍博肯（交易廣場）               | |
| 島式月台（B月台） |                                                          | |
| 3號軌道           | 霍博肯－世界貿易中心線 往霍博肯（交易廣場）              | |
| 4號軌道           | 紐瓦克－世界貿易中心線 往紐瓦克（交易廣場）              | |
| 島式月台（C月台） |                                                          | |
| 5號軌道           | 紐瓦克－世界貿易中心線 往紐瓦克（交易廣場）              | |
| 側式月台（D月台） |                                                          | |

## IND第八大道線月台
錢伯斯街-世界貿易中心車站（英語：Chambers Street – World Trade Center）是一個位於IND第八大道線的快車地鐵站，設有兩個島式月台和四條軌道，但配置並不尋常：車站將快車和慢車的島式月台分開，各島式月台可停靠600英呎長的列車。夾層設有行人通道連接兩個月台，亦包括系統內轉乘IRT車站的通道。兩個月台於1932年9月10日午夜後與IND第八大道線北至英伍德-207街車站其餘車站一同啟用。

### 錢伯斯街車站
錢伯斯街車站（英語：Chambers Street），是快車月台，通過式車站。錢伯斯街車站以北是介乎上下城快車軌道的第三軌道，兩側都設有轉轍器，1933年2月11日百老匯-納蘇街車站（現時福爾頓街車站啟用前，當有列車以錢伯斯街為總站時作為調頭之用。設有A線及C線列車服務。此月台並非無障礙通行，但將來有機會可無障礙通行，因為往慢車月台的升降機通行與此站共用的夾層。但是其與IRT百老匯-第七大道線的錢伯斯街車站只是一街之隔，該站可無障礙通行。

### 世界貿易中心車站
世界貿易中心車站（英語：World Trade Center）是慢車月台，成為慢車服務的總站，比快車月台更偏南，位於世界貿易中心北緣。設有E線列車服務。南行慢車以下跨堅尼街車站以南的快車軌道抵達此月台。世界貿易中心車站北端設有一信號塔和一個剪式橫渡線轉轍器，大約位於通過式月台中間。
慢車軌道在月台南端的止衝擋結束。另外，車站西側往月台南端設有月台層行人道，是西側軌道舊半長側式月台的證據；現時用作連往車站其餘部分，舊月台與慢車月台層其餘部分現時已經以圍欄封起，乘客必須使用夾層抵達島式月台。車站南端設有連往世界貿易中心PATH車站的通道；這樣亦提供了連往福爾頓轉運中心（經戴依街行人道的通道）、BMT百老匯線的科特蘭街車站以及未來IRT百老匯-第七大道線的科特蘭街車站。
車站曾名為「哈德遜總站」（Hudson Terminal），以鄰近的哈德遜及曼哈頓鐵路（現時的PATH）的哈德遜總站命名。自1973年起，此站以兩座世界貿易中心命名。

## IRT百老匯-第七大道線月台
公園廣場車站（英語：Park Place）位於IRT百老匯-第七大道線布魯克林支線，介乎百老匯和教堂街的公園廣場。此地下車站相對較深入地底，軌道需要下穿已經建成的BMT百老匯線和IRT萊辛頓大道線。支線於1918年8月1日啟用 。
1964－1965財政年度，公園廣場車站的月台與其餘四個位於百老匯-第七大道線的車站月台一同延長至525英呎，以停靠10節51英吋長的IRT車廂。

## BMT百老匯線月台
科特蘭街車站（英語：Cortlandt Street）是紐約地鐵BMT百老匯線的一個慢車地鐵站。1918年啟用，位於曼哈頓下城金融區教堂街介乎福爾頓街及科特蘭街，設有R線（任何時候停站（深夜除外））、N線（僅深夜停站）、W線（僅平日停站）列車服務。

## 外部連結
- nycsubway.org—IRT West Side Line: Park Place
- nycsubway.org—IND 8th Avenue: Chambers Street/World Trade Center
- nycsubway.org—New York City Subway Historical Maps:
- nycsubway.org – Oculus Artwork by Jones and Ginzel (1998) （页面存档备份，存于）
- Station Reporter – World Trade Center Complex
- The Subway Nut – Chambers Street–Park Place–World Trade Center (A, C, E) （页面存档备份，存于）
- The Subway Nut – Park Place (2, 3) （页面存档备份，存于）
- A/C/V service updates after the fire (Internet Archive)
- MTA's Arts For Transit – Chambers Street/Park Place
- Chambers Street entrance from Google Maps Street View （页面存档备份，存于）
- Warren Street entrance from Google Maps Street View （页面存档备份，存于）
- Murray Street entrance from Google Maps Street View （页面存档备份，存于）
- Park Place and Church Street entrance from Google Maps Street View （页面存档备份，存于）
- Barclay Street entrance from Google Maps Street View （页面存档备份，存于）
- Vesey Street entrance from Google Maps Street View （页面存档备份，存于）
- Park Place and Broadway entrance from Google Maps Street View （页面存档备份，存于）
- IND local platform from Google Maps Street View （页面存档备份，存于）
- IND express platform from Google Maps Street View （页面存档备份，存于）
- IRT platform from Google Maps Street View （页面存档备份，存于）